# Baby Ariel

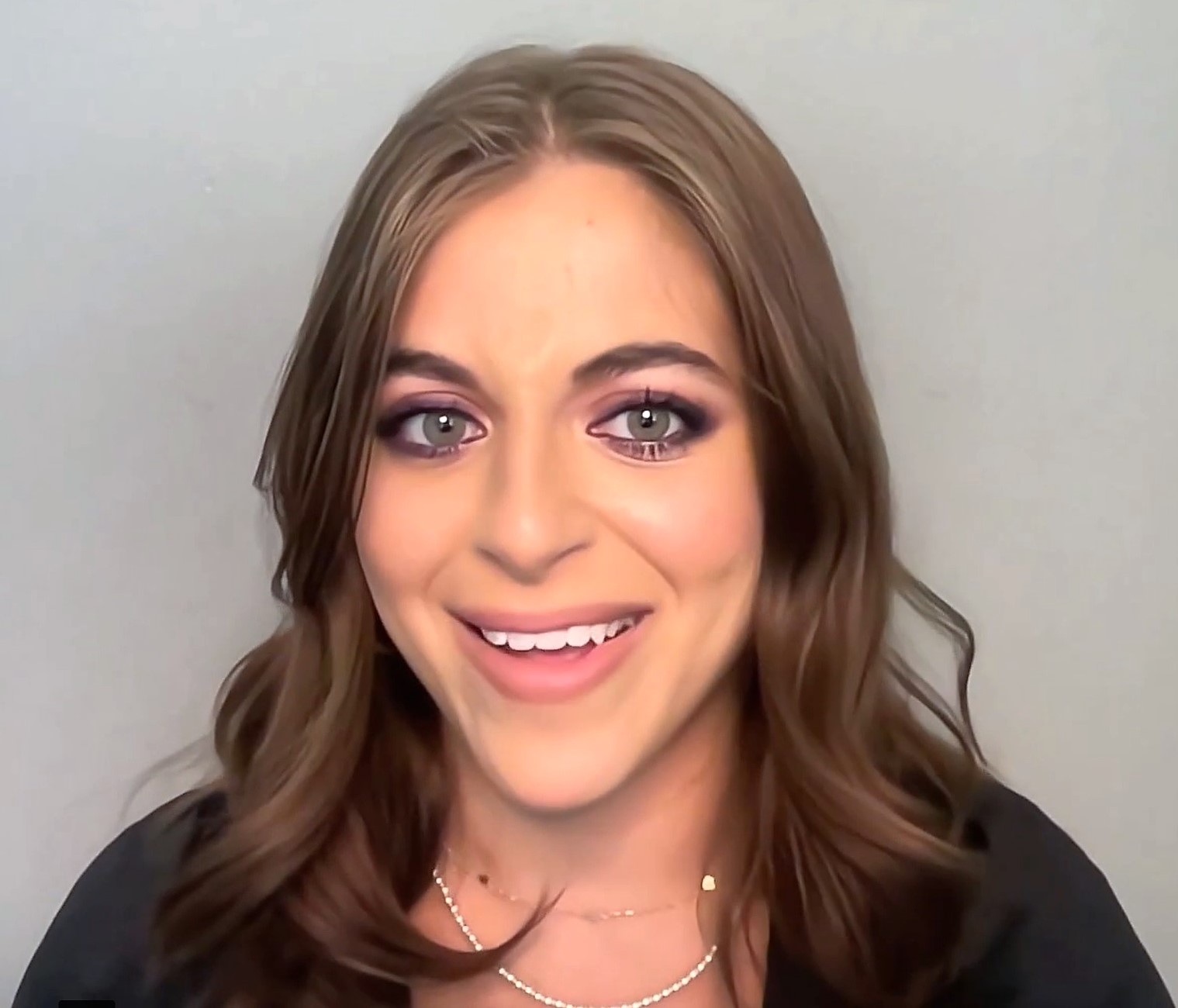
Baby Ariel (2022)

Ariel Rebecca Martin (* 22. November 2000 in Pembroke Pines, Florida) ist eine US-amerikanische Schauspielerin und Influencerin.

## Leben und Karriere
Ariel Rebecca Martin wurde am 22. November 2000 in Pembroke Pines, Florida, geboren. Ihre Eltern sind Sharone Kerem Martin und Jose Martin. Sie hat auch einen jüngeren Bruder, der ebenfalls auf musical.ly berühmt wurde, sein Name ist Jacob Martin.
Martin installierte die App, die damals noch musical.ly hieß, aus Langeweile, wo sie schnell viele Follower gewann. 2016 wurde sie dann zum ersten Mal bei den Teen Choice Awards in der Kategorie Choice Muser nominiert.
Im März 2018 veröffentlichte Martin ihren Song „Say It“ zusammen mit Daniel Skye. Sie hatte eine Zusammenarbeit mit EA Games für Die Sims 4, wo sie als Sim im Erweiterungspack Die Sims 4: Werde berühmt auftritt.
2019 hatte sie eine Hauptrolle in dem Nickelodeon-Fernsehfilm Bixler High Private Eye. Später im Jahr wurde bekannt gegeben, dass sie in dem Disney-Channel-Film Zombies 2 in ihrer Rolle als Wynter mitspielen wird.

## Filmografie
- 2016: Life of Jacob (Fernsehserie, 3 Folgen)
- 2016: Bizaardvark (Fernsehserie, Folge 2x14)
- 2018: Chicken Girls (Webserie, 9 Folgen)
- 2018: Baby Doll Records (Webserie, 6 Folgen)
- 2018: Henry Danger (Fernsehserie, Folge 5x04)
- 2019: Bixler High Private Eye (Fernsehfilm)
- 2020: Zombies 2 – Das Musical (Zombies 2, Fernsehfilm)
- 2020: Die Spaßvertretung (The Substitute, Fernsehsendung, Folge 2x01)
- 2021: Familienanhang (Family Reunion, Fernsehserie, Folge 3x05)
- 2022: Zombies 3 – Das Musical (Zombies 3) (Fernsehfilm)
- 2023: Oracle

## Diskografie

### Singles
- 2017: Aww
- 2018: Perf
- 2018: Say it
- 2018: Gucci on My Body
- 2018: 8 Letters
- 2019: I Heart You
- 2019: Wildside
- 2020: The New Kid in Town
- 2020: Flesh & Bone (US: Gold)[5]
- 2020: We Own the Night (US: Gold)